# 家樂福中國
家樂福（中國）超市投資有限公司（英語：Carrefour (China) Supermarket Investment Co., Ltd），簡稱家樂福中國，是法國家樂福集團自1995年12月以來在中國各地開設的連鎖超市。家樂福在中國營運時期，走過了一條從興盛到衰敗的歷史變遷之路。

## 進入中國市場初期
1990年代初期，當時的中國尚未完全對外國資本開放零售業市場，中國政府只允許在上海、北京、天津、大連、深圳以及珠海等少數城市進行少量試辦“中外合資的商業零售企業”，并且還嚴格規定“中方出資比列應在51%以上”，這使很多國際知名商超對中國市場望而卻步。
家樂福爲了繞開這個限制，利用法律上的“灰色空間”，先是與一家名爲“中創商業”的中資公司合作，成立了一家只能從事咨詢業務，不能從事商業活動的“中創商業管理”合資公司，接著家樂福以這家合資公司名義，注冊成立了另外一家可以從事超市業務的空殼子公司——“創益佳商城公司”，而這個“創益佳商城公司”又將所有的業務委托給作爲母公司的“中創商業管理”公司經營管理，作爲“中創商業管理”大股東的家樂福就這樣以“借殼入市”的方式，介入到“創益佳商城公司”下屬的超市運營，并於1995年12月5日在北京市國際展覽中心開設了中國大陸第一家超市購物店——“家樂福創益佳店”，這是作爲第一家大型國外知名商超進入到中國市場，從而引起了人們的注目。
雖然家樂福介入到超市運營，但爲了避免涉嫌違法，家樂福的收益僅限於收取咨詢服務費，而不是直接參與營業收入分配。不過，家樂福已預見到中國將會對國際資本開放零售業市場，因此通過“家樂福”這塊招牌預先在中國消費者當中產生廣告作用，爲以後在中國的發展打下基礎。家樂福在中國的出現也很快吸引了其他國外知名零售業界紛紛跟進。

## 在中國大陸的鼎盛時期
1999年6月，中國政府頒佈了《外商投資商業企業試點辦法》，對外國資本比例的限制從原來的49%放寬到65%，允許外國企業對零售業的控股。之後，家樂福以中國當地法人的身份——“家樂福中國”正式落戶中國大陸，家樂福總部將注冊在荷蘭阿姆斯特丹的全資子公司“Carrefour Nederland B.V”作爲家樂福中國的海外母公司，此期間增加了在中國的超市門店並直接參與營業收益分成。2002年6月，中國政府在對合資商超進行調查時，發現家樂福中國在東北地區的三家超市實際是100%的全資企業，因此將其視爲違規，責令將其35%股份出售轉讓給中國公司。
隨著中國加入世貿組織以及全面對外資開放零售業市場，2004年4月16日中國政府頒佈了《外商投資商業領域管理辦法》的新法令，取代了1996年6月的舊法令，徹底取消了對外資比例的限制。於是，家樂福中國也由中外合資企業轉爲外國獨資企業並迅速擴充在中國的超市門店數量。2005年初，開店數量為14家，2005年底則達到了70家，一年後的2006年底增加到95家。在鼎盛時期，家樂福在中國大陸已經發展到了擁有涵蓋全中國22個省、51座中大型城市，店面縂建築面積超過400萬平方米的319家大型綜合超市與24家便利商店的連鎖店。它們分別以大賣場，便利店和會員制店的三種方式經營，其中會員制店的會員數目曾達到過3000多萬人，並推出了當時對中國大陸來説還是一個頗爲新穎的“一站式購物”的商超模式。除了相對其他商家所具有的價格優勢之外，消費者可在七天之内無條件退換貨的售後服務也迎合了中國民衆的消費心理。家樂福在中國很快變得家喻戶曉。2005年，家樂福中國在中國大陸設立了東、南、西、北四個地區管理總部。而這段時間正值中國經濟快速增長期，家樂福中國因而在家樂福海外各公司當中表現最爲亮眼。

### 發生的抵制事件
在家樂福中國發展的鼎盛時期，發生了幾起針對家樂福進行的商家拒絕供貨和消費者抵制購買的事件。
因商業原因拒絕供貨：2003年6月，圍繞著家樂福“進場費”的問題，上海炒貨行業協會集體抵制向家樂福供貨，成爲當時轟動一時的新聞。那場抵制供貨風波的起源是家樂福長期以來向供貨商收取高額的附加費，導致很多炒貨食品企業不堪重負。根據上海炒貨行業協會公佈的一份“家樂福收費清單”，其中有20項收費項目被供應商認爲屬於“不合理收費”。比如：法國國慶店慶費：10萬元/年、新店開張費：1萬元至2萬元、老店改造費：1萬元至2萬元、海報費：2340元/店、新品費：1000元/店、堆頭費：3萬元-10萬元/店，出廠價讓利：銷售額的8%、服務費：銷售額的1.5%-2%等等。由於當時的家樂福這樣的知名大型連鎖超市占有相當大的市場份額，有充分的餘地挑選供應商，因此很多中小供應商對家樂福設置的苛刻門檻是“敢怒不敢言”。爲此，上海炒貨行業協會曾經向政府主管部門反應情況，2002年9月上海市商業委員會、工商局曾經聯合出臺了《關於規範超市收費的意見》和《超市收費合同示範文本》等試圖予以規範，但是情況一直未能得到解決。在供貨商代表與家樂福再三談判無果的情況下，最終導致了這場風波的發生。
2010年12月發生了康師傅食品公司曾拒絕供貨給家樂福的報道
因政治原因抵制購買：2008年，由于在2008年夏季奧林匹克運動會聖火傳遞中火炬接力手受到支持西藏流亡政府的人士的抗議以及法國一些政界人士認爲應該抵制北京奥运。中國大陸民間人士在各大城市於于4月發起抵制法國貨和抵制家樂福的活動。加上家樂福母公司LVMH被指資助丹增嘉措的西藏獨立運動，結果在中國政府默许下引起北京、合肥、武漢、廣州、深圳、海口等家樂福商舖示威抗議，並呼籲罷買家樂福商品及法國貨，而部分门店確實有停業的現象。家樂福總裁迪朗否認公司支持藏獨，並一直支持北京主辦奧運。家樂福道歉後，中華人民共和國政府也一改縱容的態度，開始在網絡上封殺抵制家樂福的内容，各大網站關於抵制家樂福的内容也被删除。即時通訊軟體騰訊QQ删除抵制者用QQ建立的宣傳聯係群，抵制家樂福的事情在新華社等官方背景的媒體上之前的報道，也在網絡上被删除。

## 股權轉讓
2010年之後的中國市場形勢發生了變化。這主要是電商網購在中國迅猛發展，對實體商店造成了很大衝擊，直到2018年2月，家樂福中國才推出綫上銷售的“家樂福小程序”；另一方面，很多店鋪因租約到期，業主提高租金，家樂福中國不得不面臨著銷售額下降、成本升高的雙重壓力，比如：2015年中國首家店——北京創益佳店續約時，賣場年租金從租80萬美元飆升至300萬美元，而年銷售額增速已降至3%；與此同時，還要面臨來自沃爾瑪、華潤萬家的激烈競爭；與同行競爭對手相比，家樂福中國的自身商品供應鏈結構由以前的優勢轉爲劣勢等。上述諸多原因，使得家樂福中國從2012年開始，盈利逐年下滑，2017年之後出現了虧損。在2018年的資產債務表上，家樂福中國净資產-19.3億元，負債率118%。
面對家樂福中國難以扭轉的結構性困局，作爲家樂福中國的海外母公司萌生退意開始物色其他商家接盤以尋求脫身。2018年初，騰訊及旗下的永輝超市集團曾經與家樂福簽訂了股權轉讓意向書，最終，在2019年6月22日蘇寧易購與家樂福中國海外母公司Carrefour Nederland B.V簽下了《股份購買協議》，交易標的家樂福中國100%股份的估值為60億元人民幣。該協議書規定：蘇寧易購以現金48億元人民幣等值歐元，從Carrefour Nederland B.V手中收購家樂福中國的80%股份；對家樂福中國母公司所持有的剩餘20%股份，Carrefour Nederland B.V在該收購日期滿2年後的90天之内，可選擇將其出售給蘇寧易購，蘇寧易購須無條件購買；同樣，蘇寧易購若主動提出收購20%剩余股權，Carrefour Nederland B.V亦須無條件售出。80%的股權轉讓交易最終於2019年9月26日完成，蘇寧易購副總裁的田睿隨即走馬上任家樂福中國的CEO。

### 股權轉讓之後急速隕落
作爲專業家電零售商的蘇寧易購，希望通過接手家樂福中國的超市連鎖店規模佈局，從家電產品的單一經營模式，轉變爲商品經營多樣化的大型商超模式，並提出了在未來五年新開設300家門市店，以超越沃爾瑪而成爲中國第一連鎖超市的目標。但是，蘇寧易購並不具備像家樂福有著從事多年的超市行業運作經驗，股權易手之後，蘇寧易購打破了家樂福原有的賣場佈局，不僅將家樂福原來的優勢生鮮品進行大改造，還將賣場二層樓的雜貨區和紡織區全部更換為蘇寧電器類商品，以此來提高銷售額。有評論家認爲：蘇寧擅長的是標品、低頻、復購率低的3C銷售商業模式，而家樂福的生鮮產品是高復購率、高流水、大客流的特點，兩者存在著巨大差異。消費者們發現，家樂福在“蘇寧化”之後，曾經吸引消費者的廉價的蔬菜、煎餅、炒飯、肉蛋奶、凍品等幾乎消失，這在消費者看來，曾經的家樂福魅力也逐漸消失。。
蘇寧接手家樂福中國之後，曾憑藉蘇寧平臺，試圖擴大其綫上的銷售額，但是技術故障頻發，甚至有消費者投訴下單之後，三個月都未能收到貨，家樂福綫上平臺的用戶負面評價，表明家樂福中國無法與其他電商巨頭形成競爭。除此之外，家樂福中國股權易手半年後，2020年初新冠疫情的全面爆發以及中國政府對此實行的“封控措施”，更使家樂福中國的經營雪上加霜。蘇寧易購接手家樂福中國非但沒有扭轉其困境，反而使自己也背上了沉重包袱。
在這種狀況之下，蘇寧易購從2021年開始不得不逐步縮減家樂福中國的店鋪規模。4月關閉了濟南解放橋店，8月關閉了濟南最後一家魏家莊店；9月，成都家樂福八寶街店宣佈關閉；11月，廈門家樂福的明發店、東莞家樂福的世紀廣場店以及杭州家樂福湧金店相繼關閉。同年10月，作爲會員店的上海成山路店“逆流而上”開張營業，但因拖欠貨款，開業不久就遭到了聯合利華、寶潔等品牌商品的供應商的停止供貨。
進入2022年之後，家樂福中國大陸店鋪的壓縮規模進一步加大。3月，號稱亞洲規模最大的旗艦店北京家樂福中關村店關閉；6月，福州家樂福寶龍店宣佈關閉；8月，哈爾濱家樂福國展店關閉；9月，寧波家樂福江東店關閉；11月15日，作爲鄭州家樂福最後一家的花園路店關閉。

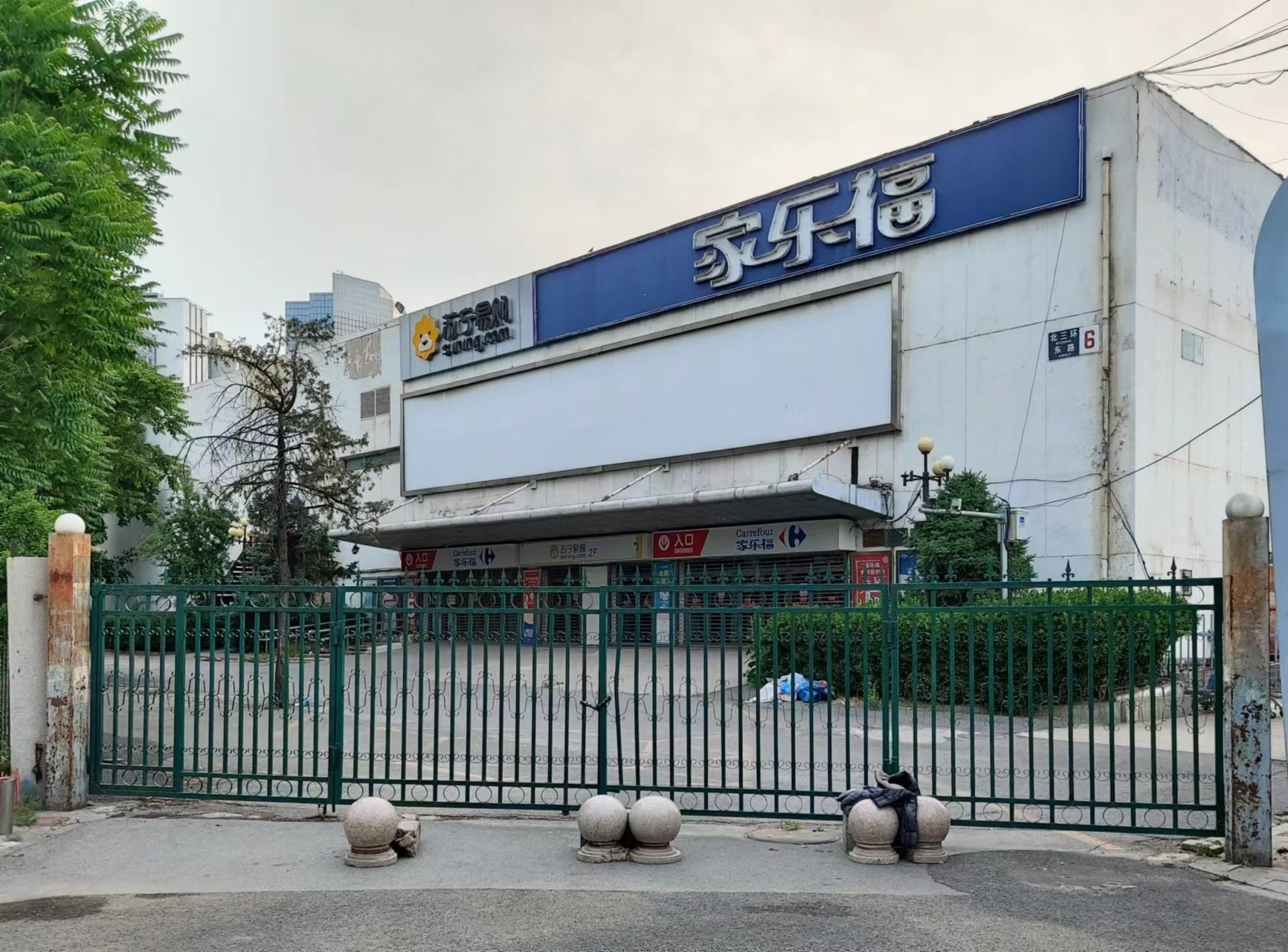
關閉後的家樂福北京創益佳店（攝於2023年5月）

到了2023年，家樂福中國的關店規模愈演愈烈。1月30日，湖南的最後一家門市店的長沙家樂福芙蓉廣場店關閉；3月，昆明家樂福南亞第壹城MALL購物中心店長期拖欠租金，被業主宣佈撤店；作爲進入中國大陸市場首家店——家樂福北京創益佳店也於3月29日關閉，瀋陽的啓工店、龍之夢店也於同月關閉；4月，大連家樂福三八廣場店和市内其他三家門市店全部關閉；開業不到兩年，作爲會員店的上海家樂福成山路店以及蘇州家樂福最後一家的人民路店也在4月宣佈關閉；廣州和深圳的門店在2023年期間全部消失；武漢的家樂福門市店也於同時期全部離場。蘇寧易購公佈的2023年上半年財報：1月至6月關閉了106家門店，繼續維持經營的家樂福自營門店數量為41家。2023年，即便是那些還沒有關閉的店鋪，有的店的賣場面積大大縮小，比如：青島家樂福香港中路店；有的店因經營波動而導致商品供貨受到影響，比如：2023年3月，上海家樂福徐家匯店在空櫃了一段時間之後商品才重上貨架；有的店因流動資金短缺而暫停營業，比如：北京家樂福四元橋店。
2023年5月以來，家樂福中國因未能支付商品貨款和賣場租金，收到了中國各地法院至少40份敗訴的判決，辦理了預付款購物卡的消費者則要求退卡退款。有評論家認爲：家樂福中國在股權轉讓之前，雖然處於虧損狀態，其自有現金流還尚能維持運轉。但蘇寧易購在收購家樂福中國同時，也對其他方面進行了更大規模的戰略性投資，比如：以29.75億收購天天快遞、以4500萬歐元全資收購迪亞天天超市的中國公司以及斥資數百億元投資其他房地產，2019年度的蘇寧總投資金額達到716億元。2020年9月，蘇寧易購又以200億元投資恆大房地產，伴隨著恆大出現的“爆雷”以及其他物業變爲爛尾工程等諸多因素，這些投資都成爲了不良資產，給蘇寧易購帶來了巨大的債務壓力。爲緩解資金壓力，蘇寧易購很可能調用了家樂福中國的現有資金，影響到了貨款和租金的正常支付，進而引發了供貨中斷、被業主勒令退場以及消費者擠兌購物卡等一系列負面連鎖反應。股權轉讓之後反而加深了家樂福中國的危機。
在此期間，蘇寧易購與家樂福中國海外母公司就剩餘股權的收購也陷入了法律糾紛。2021年9月27日，Carrefour Nederland B.V向蘇寧易購發出了通知，要求蘇寧易購按照兩年前簽署的股權轉讓協議，以人民幣12億元的價格收購其所持有的剩餘20%家樂福中國股份。最初，雙方於2022年4月28日，就蘇寧易購從Carrefour Nederland B.V手中分期收購剩餘的20%家樂福中國股份達成了協議。按照分期支付協議，蘇寧易購支付了第一筆的2.04億元。但在2022年11月，蘇寧易購以“客觀環境發生了重大變化”爲由停止履行協議。因此雙方的法律糾紛被提交到香港國際仲裁中心。2023年10月，經香港國際仲裁中心的裁決，認定蘇寧易購應支付等值人民幣10億元的股權資金，但蘇寧易購对此表示異議，並提出了上訴。
2024年11月，作爲家樂福中國的旗下子公司——家樂福（中國）超市投資有限公司（2016年11月成立）被上海市市場監督管理局列入經營異常名錄。

### 退出中國市場
2025年2月7日，作爲家樂福中國最大股東的蘇寧易購，其相關聯的三大支柱公司，蘇寧電器集團、蘇寧控股集團以及蘇寧置業集團宣佈進入破產重整程序，家樂福中國全面退出市場也隨之進入了倒計時。2025年6月，蘇寧易購公告顯示：將寧波、杭州、株洲、瀋陽的四個家樂福家門店各以1元錢價格，與代表專門從事處理不良資產的“上海家福啓紓服務合伙企業”的“上海有安法律咨詢有限公司”簽訂了《股權轉讓協議股》，出售這四家100%的股權，這四家店的净資產合計為-13.63億元，負債總額為17.6億元。這意味著蘇寧易購徹清倉家樂福，以處理自身的嚴重債務。截至2025年6月底，家樂福招牌的門店在全中國大陸僅剩下北京朝陽區四元橋店和上海普陀區萬里店的兩家店，據記者的現場采訪，這兩家門店都是在清理剩餘的庫存商品。家樂福中國30年的興衰變遷也折射了同一時期的中國經濟形勢的變化，特別是消費市場變化的歷史大背景。

## 外部鏈接
- 《復盤家樂福中國敗局》